# Riccardo Giovanelli
Riccardo Giovanelli (Praticello, 30 agosto 1946 – Ithaca, 14 dicembre 2022) è stato un astronomo e fisico italiano naturalizzato statunitense.

## Biografia
Nato a Praticello in provincia di Reggio Emilia il 30 agosto 1946, trascorse l'infanzia in Argentina (a Mendoza e Tucumán) e tornò in Italia con la famiglia verso i vent'anni. Studiò fisica prima all'Università di Parma e poi a Bologna, dove si laureò cum laude nel 1969. Tramite una borsa di studio Fulbright frequentò poi l'Università dell'Indiana, ottenendo un Ph.D. in astronomia nel 1976.
Nel 1972 e 1973 seguì un corso di specializzazione in radioastronomia al National Radio Astronomy Observatory di Charlottesville in Virginia. Dal 1974 al 1976 insegnò fisica all'Università Nazionale di El Salvador. Dopo la laurea in astronomia all'università dell'Indiana ha lavorato al radiotelescopio di Arecibo, diventando in seguito direttore del National Astronomy and Ionosphere Center di Portorico e dello stesso osservatorio.
Dal 1991 Giovanelli è stato professore di astronomia alla Cornell University di Ithaca (New York). I suoi campi di ricerca comprendono la cosmologia osservativa, la formazione ed evoluzione delle galassie e l'applicazione della radiospettroscopia per lo studio della struttura a grande scala e dell'evoluzione della Galassia.
Dal 2005 al 2013 si occupò in particolare del progetto ALFALFA (Arecibo Legacy Fast ALFA), volto a mappare la distribuzione dell'idrogeno neutro extragalattico allo scopo di individuare, tra l'altro, la presenza di materia oscura all'interno di ammassi di galassie. Fu direttore del consorzio che sta sviluppando la costruzione del Cerro Chajnantor Atacama Telescope in Cile, in corso dal 2015.
È stato sposato con l'astronoma statunitense Martha Haynes fino alla morte, avvenuta nel dicembre 2022.

## Riconoscimenti
Nel 1989 Riccardo Giovanelli e sua moglie Matha Haynes hanno ricevuto la Henry Draper Medal dalla National Academy of Sciences, per il loro lavoro nella mappatura dell'universo locale.
Nel 1997 Giovanelli è stato nominato Cavaliere della Repubblica italiana dal presidente Oscar Luigi Scalfaro.